# Dirk Peeters
Dirk Peeters (Turnhout, 14 november 1958 – Oud-Turnhout, 16 februari 2022) was een Belgisch politicus voor de partij Groen.

## Levensloop
Dirk Peeters studeerde maatschappelijk werk aan het HISS te Geel, alwaar hij in 1979 afstudeerde. Van 1981 tot 1999 was hij maatschappelijk werker bij het OCMW van Dessel. 
Daarnaast was hij actief als gemeenteraadslid voor Agalev en diens opvolger Groen! in Oud-Turnhout, een functie die hij van 1989 tot 2015 uitoefende. Van 2001 tot 2006 was hij er schepen. Nadat hij in 2007 voor het eerst had aangekondigd de lokale politiek te verlaten, bleef hij toch lid van de gemeenteraad. In 2015 zette hij effectief een punt achter zijn lokale politieke carrière.
In 1999 ging hij aan de slag als parlementair medewerker voor Agalev/Groen! in het Vlaams Parlement, een functie die hij uitoefende, tot hij na de rechtstreekse Vlaamse verkiezingen van 7 juni 2009 voor de kieskring Antwerpen de eed aflegde als lid van het Vlaams Parlement. Dirk Peeters zetelde aldaar van 2009 tot 2014 als vast lid in de Commissie voor Landbouw, Visserij en Plattelandsbeleid en was van 2009 tot 2013 effectief en van 2013 tot 2014 plaatsvervangend lid van de commissie voor Mobiliteit en Openbare Werken. Van 2009 tot 2014 was hij daarnaast plaatsvervangend lid in de Commissie voor Leefmilieu, Natuur, Ruimtelijke Ordening en Onroerend Erfgoed. Hij bleef Vlaams volksvertegenwoordiger tot mei 2014. Bij de verkiezingen van mei 2014 stond hij in de kieskring Antwerpen op de laatste opvolgersplaats. 
Na zijn politieke loopbaan richtte Peeters in 2015 met vier anderen de Kempense energiecoöperatieve Campina Energie op, die burgers wil laten investeren in duurzame energie en energiebesparing. Hij zetelde tot in 2019 in de raad van bestuur van deze coöperatieve.
Peeters overleed in februari 2022 op 63-jarige leeftijd na een ziekte. 